# 阪神受験研究会
有限会社阪神受験研究会（はんしんじゅけんけんきゅうかい）は、かつて存在した日本の企業近畿圏において、大手学習塾「阪神受験研究会」を経営していた。

## 概要
1973年（昭和48年）に設立。大阪府大阪市東成区の玉造駅前に本部があった。主に小学生・中学生を対象とした進学塾を経営し、大阪府・兵庫県・奈良県・和歌山県の1府3県に教室があった。有名私立中学校などへの高い進学実績があり、最盛期には22校で約5,000人の生徒を抱えた。
しかし、バブル時代に多角経営を始めたことなどを発端に、経営方針をめぐって内部対立が発生した。1999年（平成11年）夏に大半の専任講師が独立して別の進学塾を設立したところ、多くの生徒が移籍したことにより、経営難に陥った。
2000年（平成12年）1月20日に、突然閉校。受験シーズンの最中であったため、保護者や生徒らに混乱が広がった。講師らは、他の学習塾に生徒の受け入れを打診するなどの対応に追われた。
翌日の1月21日に大阪地方裁判所に対し自己破産を申し立て、2月8日に破産宣告を受けた。負債総額は約13億円に上った。